# The Witness (videojuego)
The Witness (en español "el testigo") es un videojuego 3D perteneciente al género de rompecabezas creado por Jonathan Blow, desarrollado y publicado por Thekla, Inc. The Witness fue lanzado para Microsoft Windows y PlayStation 4 el 26 de enero de 2016, con la versión de iOS prevista para una fecha posterior.
Inspirado por Myst, The Witness pone al jugador a explorar un mundo abierto en una isla llena de una serie de estructuras naturales y artificiales. El jugador avanza con la resolución de los rompecabezas que se basan en las interacciones con los laberintos presentados en los paneles alrededor de la isla. Las reglas y los resultados de la solución de los laberintos individuales son parte de los enigmas que los jugadores tendrán que venir aprendiendo ellos mismos a través de pistas visuales alrededor de la isla y por medio de registros de audio que el jugador puede encontrar. La jugabilidad va dirigida a incluir la menor instrucción como sea posible, especialmente para que los jugadores tengan muchas ganas de llegar a entender las reglas de estos rompecabezas para ellos y así también puedan estar llegando a momentos de gran epifanía en la exploración de la isla. El juego final tiene alrededor de 650 rompecabezas totales que hay que resolver, aunque el jugador no está obligado a resolverlos todos ellos para terminar el juego.
Originalmente fue anunciado en 2009, The Witness tuvo un largo período de desarrollo. Blow comenzó a trabajar en el título en 2008, después de un breve descanso tras el lanzamiento de Braid. El éxito financiero de Braid le permitió contratar a un equipo más grande, hasta quince en su apogeo, para desarrollar el título y mantener su visión de lo que el juego final sería sin hacer sacrificios. Esto incluyó el desarrollo de su propio motor de juego para tener un fuerte control sobre el estilo visual del juego, y comprometerse con los artistas y la construcción y arquitectos paisajistas para rellenar las estructuras naturales y artificiales en la isla al tiempo que conserva una representación visual simplista. Esto condujo a un período prolongado de desarrollo, prolongando la fecha de lanzamiento del juego desde 2011 hasta 2016, lo que prácticamente abarca una generación de consolas. Los planes de publicación originales incluían las plataformas PlayStation 3 y Xbox 360, pero fueron abandonadas porque el motor del juego llegó a ser demasiado exigente, y optaron por desarrollar la versión de consola para la PlayStation 4, como había afirmado Sony esta era más abierta hacia los desarrolladores independientes.

## Jugabilidad
The Witness es un juego de rompecabezas en vista de primera persona. El jugador, como un personaje sin nombre, por sí mismo se encuentra en una isla con numerosas estructuras y formaciones naturales. La isla se divide en diez secciones dispuestas alrededor de una montaña que representa el fin último para el jugador. Dentro de cada sección, el jugador se encontrará con numerosos rompecabezas, y una vez que el jugador ha completado todos los rompecabezas en una sección, una torreta de oro saldrá de alrededor de esa sección y brillara una luz hacia la montaña. El jugador debe completar sólo una parte de los rompecabezas en el juego para completar este objetivo y llegar a la meta final. El videojuego final tiene más de 650 rompecabezas, según las estimaciones Jonathan Blow, al jugador promedio le tomará cerca de 80 horas para resolverlos. Los rompecabezas incluyen algunos que se cree que menos del 1% de los jugadores sería capaz de resolver. Algunos rompecabezas se basan en las distinciones de color o las señales de audio, que las personas con daltonismo o deficiencias auditivas tendrían gran dificultad para su resolución; Blow declaró que el juego todavía se puede completar sin estos rompecabezas que sólo hacen una pequeña fracción del número total.
Todos los rompecabezas se basan en una mecánica de trazar un camino a través de un recorrido laberíntico; el objetivo de estos rompecabezas no siempre es simplemente el de completar el laberinto, sino que para encontrar el camino correcto de varios de ellos, se debe completar el rompecabezas correctamente. Por ejemplo, un rompecabezas consiste en encontrar un camino que divide con éxito áreas blancas y negras marcadas en el panel. Los rompecabezas dentro de cada sección se basan en una mecánica similar, a menudo con una secuencia del rompecabezas que aparecen al principio de cada sección que se diseñan para ayudar al jugador a identificar y comprender la mecánica. En los rompecabezas posteriores se combinan dos o más mecanismos diferentes en el mismo rompecabezas. Si bien muchos rompecabezas son evidentes, puestos en paneles a través de la isla, otros rompecabezas se pueden incorporar visualmente en la arquitectura del juego, como un árbol que tiene ramas que imita los caminos, o como símbolos que aparecen como elementos decorativos en paredes y pisos de los edificios. En una demostración temprana se muestra en la Penny Arcade Expo de 2010 un rompecabezas que requiere a un jugador para grabar la solución del laberinto en un panel de vidrio, utilizando elementos de fondo de la configuración de ver a través del panel como paredes del laberinto, mientras que otro laberinto involucrado después de un cable subterráneo a través de la isla. En cualquier momento, el jugador puede activar el modo de dibujo-laberinto, que está marcado por un borde blanco en la pantalla. En este modo, el avatar del jugador no puede moverse y en su lugar se le permite al jugador usar sus los controles para trazar el camino a través de un laberinto presentado. El modo termina una vez que el jugador resuelve el rompecabezas o cancela el modo. Normalmente, este modo se activa frente a un panel, moviéndose la vista del jugador directamente al panel para resolverlo, pero también puede ser activado en cualquier otro momento, permitiendo a los jugadores el poder ganar la perspectiva correcta con un panel y el medio ambiente para resolver ella, o para comprometerse con laberintos que forman parte del medio ambiente y no está presente en los paneles. Casi todos los rompecabezas proporcionan una retroalimentación inmediata si se han resuelto correctamente o no a través de efectos de sonido o indicaciones visuales.
Los rompecabezas en una determinada sección de la isla se presentan de una manera no lineal, y con la naturaleza del mundo abierto en el juego, el jugador pueden encontrar paneles de rompecabezas que todavía tienen que aprenderle las reglas para; como tal, los jugadores no están obligados a terminar un rompecabezas una vez que empiezan, y pueden salir y pasear a cualquier otra área para resolver los rompecabezas de allí. Blow ha declarado que hay más en el juego de estos laberintos, en respuesta a preocupaciones de los jugadores; a Blow, "el punto es la magia que sucede en la mente del jugador cuando él entiende las cosas sutiles que los laberintos le están diciendo - porque los laberintos no son sólo los rompecabezas, sino que son las líneas de comunicación que se agregan, se vuelven más complejas y, finalmente, dicen cosas sorprendentes ".
A lo largo de la isla son las estaciones con las grabaciones de audio que proporcionan información de fondo ofuscado para el jugador. Los actores de voz para estos registros incluyen a Ashley Johnson, Phil LaMarr, Matthew Waterson y Terra Deva. El jugador también puede encontrar un teatro donde hay videoclips cortos, como otras Conexiones de series de James Burke, que se pueden ver.

## Desarrollo

### Concepto
The Witness fue concebido después de que Jonathan Blow publicase Braid. Después de ver que el título se convirtiera en un éxito en 2008, Blow se tomó tiempo libre para su "desarrollo serio", y en el lugar de ese tiempo, lo empleo para crear prototipos de nuevos conceptos de juego, y pasar unos meses en cada uno. El concepto que resultó ser la base para The Witness fue el prototipo de ese que Blow consideraba "más ambicioso y desafiante". Fue considerado arriesgado ya que incluiría el desarrollo de un motor de juego 3D, y temía que él podría "caer de nuevo a un cuadrado", su estado antes de que el éxito de Braid, en caso de fallar. A pesar de los desafíos, Blow decidió seguir adelante con The Witness, ya que también fue el más convincente de los prototipos que había manipulado. el trabajo de desarrollo directo en el título comenzó a finales de 2008.
El propio concepto del juego se basa en un título antes de que Blow hubiese imaginado pero nunca completado. En este título sin terminar, hubo un aspecto de juego lateral que tiene un "momento mágico", que según Blow, habría hecho el título emocionante. El videojuego The Witness se basa en la destilación a cabo de este "momento mágico" del concepto anterior del juego, y envolviéndolo en su propio juego y la historia. Blow ha comparado este momento a un tráiler para una película, y así ha evitado la divulgación de los aspectos mecánicos o de otro tipo de juego. Parte del concepto del juego es el equilibrio entre la resolución de enigmas y de la percepción, dando la sensación de la libertad de explorar el mundo y la creación de un enfoque no lineal para la jugabilidad. Dos de los primeros rompecabezas que blow había creado tenían "pistas en los objetos que pueblan el mundo" involucrados, lo que le llevó a reconocer que necesitaba crear un mundo para apoyar estos rompecabezas. Esto formaría una dicotomía entre la exploración y la resolución de rompecabezas, que "hizo de mucho sentido" a Blow. La exploración se apoya a través la historia del juego, que se dijo por el registro de audio del jugador, se encuentran allí por los personajes que podrían haber habitado la isla antes, pero se han ido por alguna razón; a través de estos, Blow ha intentado crear una "sensación de soledad en un hermoso espacio" para el jugador. Debido a que estos registros se pueden encontrar en cualquier orden, Blow espera que cada jugador pueda tener una percepción diferente de la historia en función de la forma en que se han progresado en la partida. En un principio, estos registros de audio iban a ser más narrativos, pero Blow más tarde opto por cambiar éstos hacia fuera para obtener información más ofuscada y obtusa, similar a los elementos de texto utilizados en Braid, que evitan estar directamente relacionados con la historia del juego para el jugador y dejar que ellos mismos piensen acerca de lo que significa cada uno. El equipo de Blow ha diseñado la narrativa que los que resuelve varios de los enigmas ganarán más de un entendimiento concreto de la historia.
Del nombre del The Witness se deriva el aspecto de la jugabilidad en el que el jugador debe jugador usar la percepción de los alrededores para encontrar el significado y solución de los rompecabezas, un enfoque similar tomado por Myst, según Blow. Blow afirmó que gran parte del diseño y concepto del juego es atribuible a Myst, que en su lanzamiento fue lo que lo llevó al desarrollo de videojuegos. Sin embargo, un aspecto de Myst que se desea corregir es la naturaleza de la "caza de píxeles" que muchos rompecabezas en Myst tenían; en algunos rompecabezas en Myst el jugador tendría que hacer clic en varias partes de la maquinaria virtual sin saber lo que el resultado final fue hasta un tiempo después en el rompecabezas. Dentro del juego, Blow quería tener una mecánica unificadora para todos los rompecabezas, para así evitar esta confusión, el uso de los paneles de laberinto como este enfoque. Si bien la mecánica de interacción son los mismos para todos estos rompecabezas, las normas y comportamientos que limitan o resultan de las interacciones forman el núcleo de los rompecabezas en el juego. Quería mantener su enfoque que se había utilizado en Braid de manera que los rompecabezas se presentarían a la intemperie y sin ningún tipo de pistas falsas. La idea del panel de laberinto en sí llevó se llevó cabo a partir de una idea anterior que Blow tenía alrededor de 2002 para el juego que involucra asistentes que para el jugador serían lanzadores de hechizos a través de gestos de ratón, un elemento popular de los videojuegos de la época, con la posibilidad de modificar el efecto de los hechizos en ligeras alteraciones de gestos específicos; Los elementos de la historia de The Witness son prestados de este concepto de juego. Los rompecabezas dentro del juego están diseñados para que tenga sentido en el contexto del juego, en lugar de ser simplemente un rompecabezas que hay que resolver, y más orientados a ser diferente de cualquier otro rompecabezas en el juego.
El diseño y la disposición de la isla en The Witness ha sido casi constante desde el inicio del desarrollo del juego, con el equipo que trabaja en poblar el mundo con rompecabezas específicos, y que detalla el paisaje y otros activos de arte. Sam Machkovech, un escritor de Ars Technica que había jugado un demo del juego en 2012 y nuevamente en 2015, señaló que la isla había permanecido familiar entre estas dos sesiones. Uno de los aspectos del diseño del mundo del juego es el uso de cables de energía que atraviesan la isla, la conexión de los paneles de rompecabezas a la mecánica que controlan. Blow creó éstos para ayudar en las partes iniciales para que el juego pueda ofrecer "claridad extrema" de donde el jugador tenía que ir al lado, pero descubrió que esto también hizo del juego demasiado una rutina de repetir el mismo patrón. En el transcurso del desarrollo, los aspectos del cable de alimentación se mantienen todavía, pero los diseñadores cambiaron a lo fácil que era para rastrear a través del paisaje como medio para guiar al jugador hacia objetivos potenciales. Además, se reestructuró la propia isla para proporcionar una mezcla justa de resolución de rompecabezas, exploración, y los elementos narrativos y evitar una "paradoja de la elección", dando al jugador demasiada libertad y sin saber a dónde ir después.
Debido a la naturaleza nebulosa de la historia en The Witness, Blow está diseñando el juego para evitar simplemente "recompensar al jugador", y ser seductor o forzar al jugador a proceder a través de acciones fijas simplemente para ganar un poco de logro, en lugar de dar la opción de explorar el jugador y aprender sobre el mundo que está creando. Él quería evitar la linealidad de muchos juegos de aventura en la que el jugador trata de un obstáculo como una puerta cerrada, donde se hace evidente que tendría que encontrar la clave para ello; en cambio, en The Witness puede presentar puertas que no tengan medios inmediatos para la apertura de la misma, a pesar de las ayudas visuales como los colores y patrones en o cerca de la puerta que guiaran al jugador a otras partes de la isla en la que elementos similares se pueden encontrar en los rompecabezas allí, llevando eventualmente a ayudar al jugador a desbloquear la puerta inicial. Blow ha señalado que va a tener en cuenta la naturaleza de los logros requeridos por la consola, optando por no utilizar ninguno o hacer que los logros en secreto para evitar la introducción de elementos que recompensen al jugador. Blow también declaró su preocupación sobre otros mensajes emergentes que podrían ocurrir en las consolas o versiones informáticas, ya que considera The Witness como "una especie sutil de juego" con el audio de ambiente tranquilo que estas ventanas emergentes restan. Para acomodar esto, él desarrolló del título como un mundo abierto, por lo que los jugadores pueden dejar rompecabezas que están atrapados en y trabajan en otros, de evitar castigar al jugador por no ser capaz de resolver un rompecabezas clave. Blow reconoció que The Witness era un juego intelectualmente y difícil, intencionalmente no desarrollado para un público masivo. A diferencia de la mayor parte del juego desarrollado en el momento en que considera "tratar a [sus jugadores] como el mínimo común denominador", que quería que el público de The Witness para que sea el jugador "curioso y le gusta ser tratado como una persona inteligente ".

### Programación y desarrollo
The Witness fue anunciado en 2009 tras la publicación del juego anterior de Jonathan Blow, Braid. En ese momento, no tenían planes firmes para la publicación del juego. The Witness ha estado en desarrollo durante siete años. Blow atribuye este largo período a la expansión del juego en cuanto al alcance y su equipo siguió trabajando en ella; a pesar de que había considerado condensar el ámbito de aplicación, utilizando más productos para el motor del juego, u otros cambios, optó en contra de estos. Él fue capaz de utilizar sus ingresos por el éxito de Braid, que totalizaron alrededor de 4 millones de dólares en abril de 2014, en el desarrollo. Blow fue capaz de llevar a un equipo más grande y sostenerlos durante un mayor período de desarrollo, y sin presión para cualquier fecha de lanzamiento, continuó para apuntar para el ambicioso alcance que se había propuesto. Sin embargo, en febrero de 2015, Blow anunció que tenía que obtener capital adicional para terminar el juego, en la creencia de que, independientemente de los costos de tiempo de desarrollo adicional, la deuda estaría justificada a largo plazo. los costes de desarrollo finales fueron estimados en más de 5 millones de dólares. Mientras que The Witness se consideraría un juego indie debido a la falta de financiación o apoyo de un importante editor, Blow considera que el alcance del proyecto está más cerca de un título AAA que un estudio produciría, y representa un nuevo tipo de desarrollo de juegos en la industria.
The Witness utiliza su propio motor desarrollado por Blow y su equipo, que tuvo una parte significativa del tiempo de desarrollo. Blow fue insistente en el uso de su propio motor de juego en vez de una solución existente como Unity, ya que sería capaz de controlar plenamente todos los elementos de un motor de juego creado por él mismo. Como un mundo de juego compacto en comparación con los juegos de mundo abierto, la totalidad de la isla de The Witness fue tratada como una zona, lo que simplifica el modo de juego y el motor de desarrollo. Esto presentó un desafío secundario para el equipo como para trabajar al mismo tiempo en el proyecto, tenían que encontrar un medio para permitir que varios desarrolladores pudieran editar áreas sin tener que recurrir a la utilización del bloqueo en su sistema de gestión de contenidos, además de ser capaces de trabajar sin estar conectados a un servidor central. Blow y su equipo desarrollaron un medio no convencional de serializar el mundo del juego en archivos de texto que tendrían control de revisión, mientras que al mismo tiempo lo que es fácil para los humanos descubren conflicto ediciones. También se convierten los 10.000 algunas entidades en el juego mundo en sus propios archivos individuales de seguimiento para reducir aún más el conflicto entre ediciones. Otras características de este sistema, incluyendo el uso de puntos de control definidos para elementos de terreno para volver a calcular automáticamente las conexiones sin fisuras entre ellos dentro del motor de renderizado del juego, y un editor de mundo en el motor del juego para acceder fácilmente a los elementos serializados existentes y crear otros nuevos.
Desde diciembre de 2009, Blow estuvo trabajando de forma remota con dos funciones adicionales a tiempo completo, uno como un artista 3D y otro como un programador técnico. En 2015, Blow declaró que había alrededor de ocho miembros a tiempo completo de su equipo, aunque también tenía de diez a once personas que participan alrededor de 2011, [14] y hasta quince años en su apogeo. The Witness incorpora a otros artistas y contribuciones del programador en papeles más pequeños, tales como David Hellman, que había trabajado anteriormente con Blow en Braid para sus diseños de arte y trabajó en la conceptualización del diseño de The Witness. Otros contribuyentes incluyen a Eric Urquhart, que ha proporcionado las ilustraciones en 3D para el concepto del juego, e Ignacio Castaño, que ha desarrollado un sistema de representación para el juego de iluminación y efectos visuales. Blow da mucho crédito a Orsolya Spanyol, un artista gráfico recién graduado que contrató alrededor de 2011, para la transformación de la imaginería escasa original de la isla para que hiciera del paisaje algo más vívido que fue incluido en el juego final. Mediante la diversificación del trabajo en el juego, Blow ha sido capaz de centrarse más de su tiempo en el diseño del juego principal, lo que permite a su equipo poder implementar su visión, en contraste con el desarrollo de Braid donde también tuvo que programar gran parte del entorno por sí mismo.
Blow quería el arte del juego para empezar con colores brillantes y de alta saturación, para presentar un tipo de optimismo para el jugador, mientras que los ajustes posteriores en el juego se convertirían en algo menos brillante. También quería asegurarse de todos los elementos del mundo del juego se destacaron para evitar el ruido visual dentro del juego que pueden haber interferido con la resolución de los rompecabezas. Para lograr esto, él y su equipo a menudo tenían que revisar el juego como si fueran un nuevo jugador a la misma, e identificar cuáles son los elementos que se elaboraron visualmente; esto a menudo para identificar las características de la isla que se habían incorporado desde el principio, pero ya no eran apropiados para el juego final. El estilo de arte fue influenciado por un enfoque de simplificación, eliminando suficientes detalles pero manteniendo las formas generales para hacer objetos claramente reconocible. De acuerdo con el artista Luis Antonio, tomaron inspiración para la simplificación del mundo real en la fotografía, la obra y de los entornos de los juegos Journey, Team Fortress 2 y Mirror's Edge. Todavía querían asegurarse de que un jugador podría reconocer una zona de la isla que estaba hecha sobre la base de la apariencia visual, como por los tipos de árboles que los rodean, y aseguró que había suficiente distinción al tiempo que simplifica los activos para hacer esto posible. El equipo de Blow también pudo enlazar con Forum Design Studio, una firma de arquitectura del mundo real, y Fletcher studio, un equipo de arquitectura del paisaje, para ayudar a desarrollar los entornos para the witness. Según el fundador del Foro, Deanna Van Buren, se desarrollaron los distintos artificial y cultivadas zonas basado en el concepto de tres períodos de civilización diferentes, con civilizaciones posteriores basándose en las estructuras de los anteriores y la reutilización de estas estructuras, según sea necesario. Sus estudios ayudaron a llevar los principios de diseño para el equipo principal de desarrollo, lo que les permite luego extrapolar sus ideas propias para el juego final. Blow dijo que la orientación y el asesoramiento de los arquitectos ayudaron a las embarcaciones de la isla de una manera que "se siente más inmersiva sólo porque los detalles están en su lugar, y su cerebro tipo de recoge en él ".
El producto final se venderá con muy poca música, en lugar de confiar en los sonidos ambientales del medio ambiente que están siendo desarrollados por Wabi Sabi Sound. Blow sintió que la adición de música era una "capa de material que va en contra del juego". El ambiente con efectos de sonido se hicieron más difíciles de incluir como la isla del juego tiene lugar en carece de cualquier otra forma de vida basada en animales, por lo que el jugador cuenta lo sola que es, mientras que en la isla. La mayoría de los sonidos ambientales fueron registrados por Andrew Lackey de Wabi Sabi Sound, la captura de ellos mientras camina alrededor de la isla Ángel en la Bahía de San Francisco. Lackey en capas los diferentes efectos de sonido para permitir muchas variaciones diferentes en función de la ubicación del jugador en la isla mientras que también proporciona una transición sin problemas de un entorno a otro.

### Publicidad y liberación
El juego fue revelado discretamente al público por Blow en la Penny Arcade Expo de 2010 con la ayuda de los desarrolladores independientes Chris Hecker y Andy Schatz, que compartían espacio de la cabina para demostraciones de sus propios juegos, SpyParty y Monaco: What's Yours Is Mine; los dos proporcionan una mesa para demostrar que The Witness sin signos u otras marcas. Blow ha querido mantener la manifestación sutil y una sorpresa y ver las reacciones de los jugadores sin la presión de otros jugadores que están esperando en la fila para tratar también el juego. El mismo Blow estuvo presente en la Expo pero mantuvo su distancia de la mesa de demostración. El hecho de que The Witness era jugable en la Expo sólo ha puesto de manifiesto después de la Expo que por tanto Blow y Stephen Totilo de Kotaku, que veían y tocaba el juego, pero no mencionó su presencia hasta más tarde. Los jugadores que probaron el juego en la PAX o veían imágenes del mismo del artículo de Kotaku después comenzaron a preocuparse de que The Witness fuese simplemente una serie de laberintos para resolver. Blow reiteró que hay más en el juego que solo laberintos, y que se encontró con problemas similares durante la promoción de Braid, en que los vídeos que ven de partes del juego no sirven para demostrar "lo que ocurre en la mente del jugador durante el proceso de la resolución de enigmas".
En el momento del 2010, Blow había anticipado liberar a The Witness en dispositivos de Microsoft Windows y iOS, y en un conjunto indeterminado de consolas, incluyendo posiblemente la Xbox 360 y PlayStation 3. Más tarde ese año, Blow había actualizado su postura y consideró que no habría liberación en las consolas en versión inicial, teniendo en cuenta la cantidad de tiempo y las limitaciones de las consolas de programación adicional. En noviembre de 2011, Blow fue capaz de contratar a dos programadores más, y se habían replanteado el lanzamiento para consolas; mientras que él no podía comprometerse con un comunicado de la consola en un principio, la mano de obra adicional podría ayudar a que sea posible tener una versión de la consola lista en el momento del lanzamiento del juego, con la versión para otras consolas que estarían disponibles en un momento posterior. Como el desarrollo del juego avanzaba y el motor se ha vuelto más compleja, Blow opto por renunciar al desarrollo de las versiones de consola, citando sus "especificaciones relativamente bajas del sistema".
Alrededor de 2012, el desarrollo de The Witness para la próxima generación de consolas con mejores capacidades de hardware se convirtió en una posibilidad, y Blow y su equipo comenzaron a buscar en esta oportunidad. Ellos habían descartado a la Wii U, citando nuevamente especificaciones bajas, y decidió elegir entre la PlayStation 4 y Xbox One una plataforma. En el momento de esta decisión, Sony fue capaz de proporcionar carpetas de información de hardware y desarrollo. Sony también ha buscado a los desarrolladores independientes como Blow para aprender acerca de la próxima PlayStation 4 en preparación para su lanzamiento, mientras que Microsoft aún no había publicado las especificaciones firmes para su consola. De esa forma Blow opto por ir con la plataforma PlayStation; esta decisión también se vio favorecida por los representantes de Sony que estaban interesados en llevar el juego a su sistema, y una tendencia mayor de Sony para llevar los juegos más descargables e independientemente de los desarrollados para su próxima consola, en contraste con los controles más estrictos de Microsoft. Blow afirmó que no había ningún acuerdo monetario involucrado con esta decisión. Blow también más tarde reconoció que ha tenido dificultades para trabajar con Microsoft en el pasado, y había explicado previamente varias de las cuestiones que tenían que seguir adelante con Microsoft para lanzar su videojuego anterior, Braid. The Witness había sido planeado como título de lanzamiento ventana para la PlayStation 4 en 2013, una consola de duración limitada exclusiva. Las versiones de Windows e iOS, en este punto, se han previsto para ser lanzados junto con la versión de PlayStation 4, si no hay retrasos de desarrollo que soplan y su equipo encontraron. Otras versiones de consolas vendrían después, si se opta por desarrollar para ellos.
The Witness permaneció en desarrollo, no llegando a la publicación planeada en 2013, mientras Blow y su equipo continuaron mejorando y ajustando el juego. En septiembre de 2015, Blow anunció que el lanzamiento del juego se fijó para el 26 de enero de 2016 de forma simultánea para PlayStation 4 y Microsoft Windows, con la versión de iOS para seguir poco después. Blow declaró que él también ha estado en conversaciones con los editores de terceros para vender una versión comercial del juego, aunque su lanzamiento es probable que venga después del lanzamiento digital. Aunque la ESRB había calificado como el título para el Xbox One justo antes del lanzamiento del juego, Blow aclaró que actualmente no tienen planes para el lanzamiento en esa plataforma, solamente la adquisición de la clasificación de la ESRB para esa plataforma al mismo tiempo que las otras versiones de consolas confirmadas para evitar tener que volver a hacer este paso antes de su liberación en el futuro. Alrededor de una semana antes de su lanzamiento, Blow anunció que el juego estaría disponible a un precio de 40 dólares, lo que generó algunas críticas, por su alto precio para un juego indie. En diferentes análisis del juego creen que el precio se justifica dado el tiempo de juego estimado por Blow, unas 100 horas, y por comparación un juego de lógica similar, The Talos Principle (2014), que también fue publicado con un precio similar.

## Recepción
The Witness recibió críticas positivas tras su publicación. En la actualidad tiene un agregado en Metacritic con una puntuación de 90/100 para Microsoft Windows basado en 6 críticas, y 90/100 para PlayStation 4 basado en 31 opiniones.
Chloi Rad del IGN otorgó al juego una puntuación perfecta de 10/10, que calificó de una obra maestra y que indica que se trata "de gran alcance, y juego de rompecabezas hermoso, inteligentemente diseñado con una gran cantidad de misterios que desentrañar." Brenna Hillier de VG247 elogió el uso del juego de una perspectiva en primera persona para presentar lo que de otro modo podría haber sido una simple serie de tableros de rompecabezas, y quedó impresionado por la marcada curva de aprendizaje que los rompecabezas presentaron, y "los rompecabezas incomprensibles imposibles se funden en ejercicios simples después que usted ha visitado otras regiones".
Jake Muncy de Wired, aunque impresionado con el juego, señaló que la falta de orientación narrativa o juego podría provocar "a los jugadores a rebotar en [el juego] en su totalidad". Oli Welsh de Eurogamer elogió los rompecabezas del juego para proporcionar numerosos "eureka" momentos para el jugador y considerado el título como el análogo de videojuegos de las Variaciones Goldberg, pero sintió que la narración de lo alto de los rompecabezas fue" auto-involucrado y deliberadamente oscuro ", y cree que podría haber sido omitido, como Blow y su equipo "no tiene por qué haber tratado de hacer un rompecabezas de arte cuando él tenía ya, así que muy bien y con tanto éxito, hecha arte fuera de los rompecabezas".